# إدي هابجود
إدي هابجود (24 سبتمبر 1908 - 20 أبريل 1973) هو لاعب كرة قدم إنجليزي، قاد فريق آرسنال وإنجلترا خلال الثلاثينات.

## مهنة اللعب
ولد هابجود في بريستول وبدأ مسيرته الكروية في منتصف عشرينات القرن العشرين كلاعب هاوٍ يلعب في كرة القدم المحلية (بينما كان يعمل بائع حليب)، قبل أن يحصل على استراحة كبيرة في كيترينج تاون في الدوري الجنوبي. وقع مع آرسنال بواسطة هربرت تشابمان مقابل 950 جنيه إسترليني في عام 1927. في البداية كان لاعبًا رقيقًا وهشًا، أجبره مدرب أرسنال توم ويتاكر على ممارسة تدريب الأثقال والتخلي عن نباتيته، وأصبح هابجود معروفًا في النهاية بجسمه وقوته. استكمل الحد الأقصى لأجر لاعب كرة القدم من خلال عرض الأزياء والإعلان عن الشوكولاتة.
ظهر هابجود لأول مرة مع أرسنال في 19 نوفمبر 1927 ضد برمنغهام سيتي، لكنه استخدم في البداية كنسخة احتياطية للظهير الأيسر هوراس كوب. لم يصبح الظهير الأيسر الاعتيادي لأرسنال حتى أوائل عام 1929، ولكن بعد ذلك تولى هذا المنصب، حتى اندلاع الحرب العالمية الثانية في عام 1939. لعب في المباراة التي فاز بها أرسنال 2-1 على شيفيلد وينزداي في الدرع الخيرية في ستامفورد بريدج في أكتوبر 1930. فاز ارسنال بالمباراة 2-1. لعب 35 مباراة أو أكثر في كل موسم في تلك الفترة، واكتسب سمعة كمدافع أنيق وغير منزعج؛ حتى أنه انتدب كحارس مرمى في مناسبتين عندما أصيب فرانك موس. ذهب هابجود خلفًا لأليكس جيمس قائدًا لأرسنال، قاد الفريق إلى لقب الدوري في 1937-1938، بينما فاز شخصيًا بخمس بطولات دوري وكأسين لكرة القدم.
لعب هابجود أيضًا مع إنجلترا 30 مرة، حيث ظهر لأول مرة ضد إيطاليا في روما، في 13 مايو 1933، في مباراة انتهت بالتعادل 1-1. أصبح هابجود كابتن إنجلترا وارتدى شارة القيادة 21 مرة؛ كانت أول مباراة له كقائد هي «معركة هايبري» سيئة السمعة في 14 نوفمبر 1934، ضد إيطاليا، التي كانت تتوج بطلاً للعالم في ذلك الوقت. لم تشارك إنجلترا في كأس العالم، لذلك وصفت المباراة بأنها مباراة بطولة العالم «الحقيقية». كانت المباراة سيئة السمعة، حيث أصيب العديد من اللاعبين، بما في ذلك هابجود نفسه بكسر في أنفه. فازت إنجلترا على الإيطاليين (الذين تقلص عددهم إلى عشرة لاعبين لمعظم المباراة) 3-2.
قاد هابجود أيضًا إنجلترا في مباراة أخرى سيئة السمعة، ضد ألمانيا في برلين في 14 مايو 1938، حيث أُجبر هابجود ولاعبوه على إلقاء التحية النازية قبل المباراة، تحت ضغط من الدبلوماسيين البريطانيين. هتلر لم يكن حاضرا. فازت إنجلترا بالمباراة 6-3.
قطعت الحرب العالمية الثانية مسيرة هابجود في اللعب (كان عمره 30 عامًا فقط عندما اندلعت الأعمال العدائية). خدم هابجود في سلاح الجو الملكي خلال الحرب، بينما كان يلعب أيضًا مع أرسنال وإنجلترا في مباريات غير رسمية. في يونيو 1940، كان واحدًا من اللاعبين الخمسة لأرسنال الذين استضافوا ساوثهامبتون في الفوز على فولهام في كرافن كوتيدج. كما ظهر كلاعب ضيف في وست هام يونايتد لاحقًا في الحرب العالمية الثانية. خلال الحرب، اختلف هابجود مع إدارة أرسنال، بعد أن تمت إعارته إلى تشيلسي وترك النادي في النهاية تحت سحابة مظلمة. لعب 440 مباراة مع آرسنال وسجل هدفين.

## مهنة ما بعد اللعب
في عام 1945، كتب واحدة من أولى السير الذاتية الكروية بعنوان سفير كرة القدم، وبعد الحرب انتقل إلى الإدارة. كان قد قضى فترات في تدريب بلاكبيرن روفرز، ثم واتفورد وباث سيتي. بعد ذلك ترك كرة القدم بالكامل. لقد مر بأوقات عصيبة وكتب مرة أخرى إلى ناديه القديم أرسنال يطلب المساعدة المالية (لأنه لم يسبق له تقديم مباراة شهادة) لكن النادي أرسل له 30 جنيهًا إسترلينيًا فقط.
أمضى سنواته الأخيرة في إدارة نزل YMCA في هارويل وبيركشاير وغيرها.
توفي في ليمينغتون سبا يوم الجمعة العظيمة عام 1973 عن عمر يناهز 64 عامًا

## مرتبة الشرف
ارسنال
- بطولة الدرجة الأولى: 1930–31، 1932–33، 1933–34، 1934–35، 1937–38[9]
- كأس الاتحاد الإنجليزي: 1929–30،[11] 1935–36[9]
- درع FA Charity Shield : 1930،[12] 1931، 1933، 1934[13][14]

الفردية
- 100 أسطورة في الدوري.[15][16]

## روابط خارجية
- «معركة هايبري»
- بي بي سي - كرة القدم والفاشية وتحية إنجلترا النازية
- إيدي هابجود في معرض الصور الوطني